# Florence (Massachusetts)
Pour les articles homonymes, voir Florence (homonymie).
Florence est un village des États-Unis, dans le comté de Hampshire au Massachusetts.